# Laure Hammes-Quittelier
Laure Hammes-Quittelier (Etterbeek, 1931) is een Belgisch graficus.

## Leven en werk
Laure Hammes-Quittelier werd opgeleid aan de École Fernand Cocq in Elsene (1945-1950). Ze liep vervolgens stage op het atelier van haar grootvader in Brussel, de Belgische graficus Henri Quittelier. Na haar huwelijk vestigde ze zich in Luxemburg. Ze trouwde met een zoon van Charles Léon Hammes, rechter en president van het Hof van Justitie van de Europese Gemeenschap voor Kolen en Staal.  Van 1972 tot 1979 kreeg ze les van de kunstenaar Roger Bertemes, grondlegger van het graveeratelier aan het Lycée des Arts et Métiers. In 2009 publiceerde ze een monografie over haar grootvader, waarna nog boeken volgden over diens belevenissen tijdens de Eerste Wereldoorlog (2018) en zijn jaren als docent aan de Academie in Nijvel (2020).
Hammes-Quittelier maakt gravures van onder andere elementen uit de natuur en typisch Luxemburgse plekken, maar ook abstract werk met symbolische elementen. Ze is lid van de kunstenaarsvereniging Cercle Artistique de Luxembourg, waar ze sinds 1975 deelneemt aan de salons. Haar werk is onder meer opgenomen in de collecties van het Brussels Prentenkabinet, het Musée national d'archéologie, d'histoire et d'art en de Nationale Bibliotheek van Luxemburg.

## Enkele publicaties
- 2009 Henri Quittelier 1884-1980 : Peintre, graveur, décorateur et apiculteur. Brussel: Éditions Echancrure. ISBN 2960008421.
- 2018 C'était le 1er août 1914 : documents et correspondance de guerre de Henri Quittelier.[8]
- 2020 Henri Quittelier chez les Aclots.

## Onderscheiding
- 1989 Prix concours de gravure